# Cedric Adderley
Cedric Adderley (* in Columbia/South Carolina) ist ein US-amerikanischer Musikpädagoge und Komponist.
Adderley studierte Musikerziehung an der East Carolina University und Komposition bei Dick Goodwin, Samuel Douglas, Fred Teuber und Loretta Jankowski an der University of South Carolina. Er ist Leiter des Musikdepartments der Claflin University in Orangeburg und unterrichtet hier Musiktheorie und Komposition.
Er komponierte u. a. kammermusikalische Werke, Schauspielmusiken und Orchesterwerke, außerdem Stücke für den Unterrichtsgebrauch. Für seine Erste Sinfonie wurde er 1997 vom Detroit Symphony Orchestra zum Komponisten des Jahres ausgezeichnet. 2000 wurde er Komponist des Jahres der South Carolina Music Teachers Association, die National Band Association ehrte ihn mit einer Citation of Excellence. Werke Adderleys wurden u. a. von der Augusta Symphony, der Florence Symphony, dem South Carolina Philharmonic Orchestra und der Rutgers Philharmonia aufgeführt.